# Der Herr ist freundlich dem, der auf ihn harret, BWV Anh. 211
Der Herr ist freundlich dem, der auf ihn harret, BWV Anh. 211 (El Senyor és bo amb qui confien en ell) és una cantata perduda de Bach, per al casament de Johann Friedrich Höckner, doctor en teologia, i Jacobina Agneta Bartholomaei, estrenada a Leipzig el 18 de gener de 1729. El text és de Picander i la música s'ha perdut, si bé hi ha el nom de Bach en una versió descoberta fa poc.